# هویکوالده
هویکوالده (به آلمانی: Heukewalde) یک شهر در آلمان است که در اتنبرگر لند واقع شده‌است. هویکوالده ۲۲۹ نفر جمعیت دارد.